# شارل الأول دي ألبرت

شعار شارل دي ألبرت

شارل الأول دي ألبرت (الفرنسية:Charles Ier d'Albret؛ ديسمبر 1368 - 25 أكتوبر 1415)؛ كان كونستابل فرنسا منذ 1402 حتى 1411، ومرة أخرى منذ 1413 حتى 1415، وأيضا كان قائد الجيش الفرنسي في معركة أجينكور التي قُتل فيها على يد القوات الإنجليزية بقيادة الملك هنري الخامس.

## السيرة الذاتية
ولد شارل في الأسرة جاسكونية فهو ابن أرنو لورد ألبرت ومارغريت  ابنة بيير الأول دوق بوربون، حارب تحت قيادة برتراند دي غاسكلين عندما كان شاباً، وأصبح كونستابل فرنسا من قبل شارل السادس ملك فرنسا في عام 1402، ولكنه نفى عندما سيطر فصيل البرغوني على السلطة في البلاط، ولكن استعاد سلطته في 1413 عندما رجع فصيل أرمانياك إلى السلطة مرة أُخرى.
على الرغم من أنه القائد الأسمي للجيش الفرنسي في حملة أجينكور جنباً إلى جنب مع مارشال "بيوسِيكُوت"، يمكن القول أن اثنين كانوا من الجنود المحترفين بحيث مارسوا رقابة فعالة على أعلى مراتب النبلاء فرنسا في يوم المعركة، ومع ذلك قتل دي ألبرت في أجينكور خلال المعركة في 25 أكتوبر 1415 التي كانت ضد القوات الإنجليزية صغيرة العدد ولكنها كانت متفوقة تقنياً والتي كانت بقيادة هنري الخامس.